# 가호쿠정 (고치현)
가호쿠정(일본어: 香北町)은 일본 고치현의 북부에 위치했던 정이다.
2006년 3월 1일, 도사야마다정, 모노베촌과 합병해, 가미시가 되었다.
고치시 북동쪽 약 30㎞, 모노베강 중류 산간에 위치하고 있었으며 마을의 약 86%가 삼림으로 되어 있다. 마을의 중심지는 미라후로, 여기에 동사무소, 정내 유일의 중학교, 도로의 역 등이 있다. 모노베 강을 따라 달리는 국도 195호 연선에는 수국이 심어져 있어 6월에는 주행차의 눈을 즐겁게 해준다.

## 역사
- 1961년 3월 31일 - 오미야정, 자이쇼촌의 1정 1촌이 합병해 가호쿠정이 탄생하였다.
- 2005년 2월 - 주민 발의에 의해 다시 같은 틀에서 합병 협의회 설립.
- 2006년 3월 1일 - 도사야마다정, 모노베촌과 합병해, 가미정이 되어 폐정되었다.

## 교통

### 철도
- 시코쿠 여객철도 도산 선

### 도로
- 국도 제195호선